# Áldásy Antal
Áldásy Antal (Pest, 1869. szeptember 25. – Budapest, 1932. július 14.) történetíró, a történelmi segédtudományok művelője, korának egyik vezető heraldikusa, egyetemi tanár, a Magyar Tudományos Akadémia tagja. A neve néha előfordul Áldássy formában is.

## Életpályája

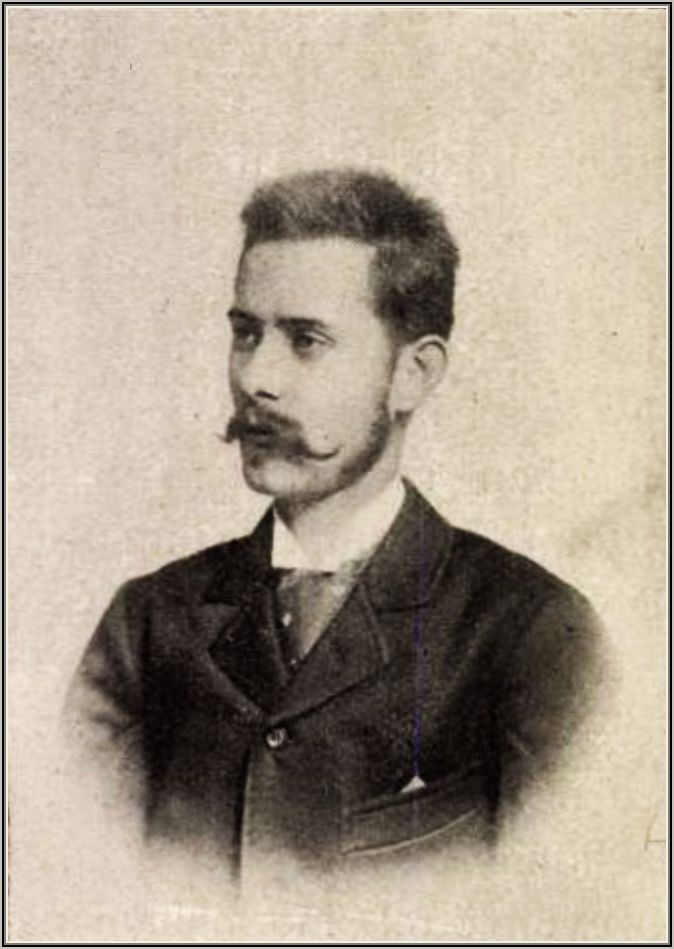
32 évesen, mint Budapest székesfőváros képviselő-testületének tagja

Áldásy Antal (1833–1875) és Frumm Erzsébet fiaként született. Tanulmányait a Budapesti Tudományegyetemen folytatta, ahol 1890-ben bölcsészdoktori oklevelet szerzett. Ezután ösztöndíjasként a Bécsi Történeti Intézetben képezte tovább magát írástörténetben és oklevéltanban. 1892 és 1894 között Rómában és Bolognában kutatott. 1894 és 1902 között a Magyar Nemzeti Múzeum segédőre, 1902 és 1910 között őre, 1910 és 1912 között a levéltári osztály vezetője volt. 1898-ban a középkori magyar történelem tárgykörben magántanári képesítést szerzett. 1898–1912 között a Budapesti Tudományegyetemen a középkori magyar történelem magántanára, 1912–1932 között nyilvános rendes tanára, s 1924–1925-ben a Bölcsészettudományi Kar dékánja volt.
1902 és 1924 között szerkesztette a Turul című heraldikai és genealógiai szaklapot.

## Tudományos pályája

### Kutatási területe
Több tanulmányban foglalkozott a 15. századi zsinatok, továbbá Zsigmond király történetével, Nagy Lajos király itáliai összeköttetéseivel. Címertana máig a magyarul megjelent művek egyik csúcspontja ezen a területen. A magyar címeres levelek kiadásával jelentős forrásközlő tevékenységet folytatott.

### Akadémiai tagsága
- Az MTA levelező tagja (1908)
- Az MTA rendes tagja (1926)

## Főbb művei

### Önálló kötetek
- A diplomatikai rendszerekről. Budapest, 1890
- Anabaptisták a XVI. és XVII. században Magyarországon, 1894
- Az 1707-iki ónodi országgyűlés története. Budapest, 1895
- A nyugati nagy egyházszakadás története VI. Orbán haláláig. Esztergom, 1896
- Pázmány Péter élete, 1898
- A pecsétek. Az iparművészet könyve. Budapest, 1902
- Alsáni Bálint bíbornok. Budapest, 1903
- Név- és tárgymutató a gr. Zichy család okmánytára 1-6. kötetéhez, 1906
- A Magyar Nemzeti Múzeum könyvtárának címereslevelei. szerk. Á. A. (és Czobor A. I-IV.) Budapest I-VIII., 1904-1942 (Kronológiai sorrendben közli a címeresleveleket, sok címerleírást, címerképet is közzétesz)
- A Magyar Nemzeti Múzeum könyvtárában található címereslevelek jegyzéke. Budapest I-VIII., 1923
- A Magyar Nemzeti Múzeum könyvtárának címjegyzéke. II. Címeres levelek, VII. (Budapest, 1941), VIII. (Bp., 1942)
- Magyar czimeres emlékek. III. Budapest, 1926
- Pápai oklevelek, Budapest, 1926 (A Magyar Történettudomány Kézikönyve)
- Címertan. Budapest, 1923 (A Magyar Történettudomány Kézikönyve), szerk. Hóman Bálint, II. kötet, 6. füzet)
- A keresztes hadjáratok története, Budapest, 1924 (Szent István Könyvek)

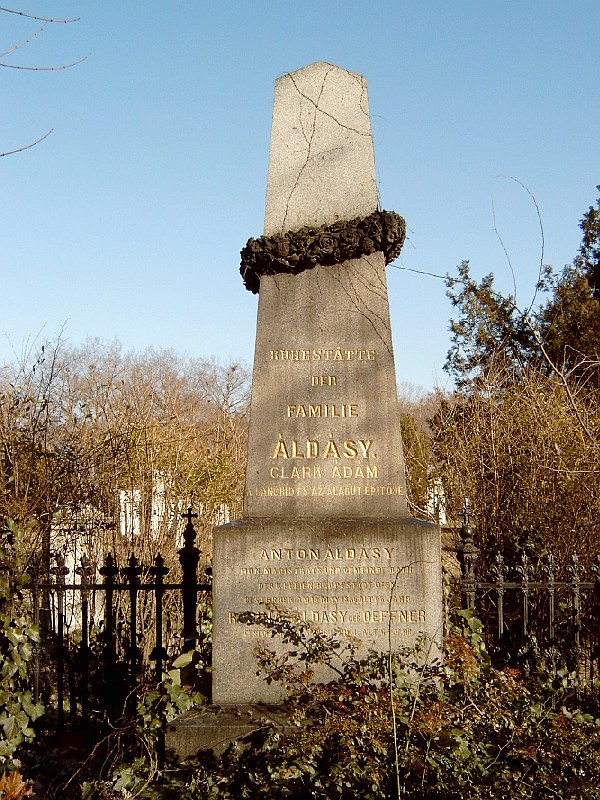
Nyughelye az Áldásy–Clark–Székely családi sírban a Fiumei úti sírkertben (35-1-80)

### Cikkek, tanulmányok
- Batthyány Boldizsár és Benedek czímeres levele 1500-ból. Turul 12, 1894, 94-96.
- Az enyingi Török család czímeres-levele 1481-ből. Turul, 15, 1897, 33-34
- A Marsovszky-család czimeres levele 1430-ból. Turul, 26, 1908
- A Dobry család czímeres levele 1431-ből. Turul, 24, 1906
- Zsigmond király viszonya Milánóhoz és Velencéhez római útja idejében. Budapest, MTA. 1909. 190 oldal (Értekezések a Történeti Tudományok Köréből, 22. kötet, 5. szám, 391–590. oldal). Budapest, MTA. 1911.
- Zsigmond császár koronázása és a német zsidóság megadóztatása. Budapest, MTA, 1916. 65 oldal (Értekezések a Történeti Tudományok Köréből, 24. kötet, 5. szám, 300–363. oldal). Budapest, MTA, 1918
- Az Armbruster-család czímereslevelei. Turul 34, 1916, 97-101.
- Ismeretlen czímereslevél II. Lajostól. Turul 40, 1926, 28-29.
- Zsigmond király és Spanyolország. MTA, 1927
- A német zsidóság megadóztatása III. Frigyes koronázása alkalmából. Budapest, MTA, 1932. 18 oldal (Értekezések a Történeti Tudományok Köréből 24. kötet, 13. szám)